# Kraftwerk Châtelard-Barberine
Das SBB-Kraftwerk Châtelard-Barberine wurde 1923 als Speicherkraftwerk in Betrieb genommen und 1977 zu einem Pumpspeicherkraftwerk ergänzt. Es liefert Einphasenwechselstrom mit einer Frequenz von 16,7 Hz für die Bahnstromversorgung der Westschweiz und der Simplonlinie.

## Geschichte
Im Jahre 1916 beschlossen die SBB das Bahnnetz zu elektrifizieren, wobei der für den Bahnbetrieb notwendige Strom in eigenen Kraftwerken erzeugt werden sollte. Zu diesem Zweck erwarben die SBB 1917 die Konzession für die Wassernutzung der Barberine, sowie einiger ihrer Zuflüsse, und bewilligten 1919 den Kredit von 35 Mio. Franken für den Bau des Kraftwerkes Châtelard-Barberine. Die Anlage war die obere Stufe des zweistufigen Kraftwerksgruppe Kraftwerk Barberine-Vernayaz.
Bei Betriebsaufnahme standen drei Peltonturbine zu 16 600 PS im Maschinenhaus bei Le Châtelard VS, eine vierte Peltonturbine als Betriebsreserve wurde 1929 eingebaut.

## Technik
Das Wasser der zum Lac d’Emosson aufgestaute Barberine wird in dem zweistufigen Kraftwerk Barberine-Vernayaz verarbeitet. Die erste Stufe wird durch das Kraftwerk Châtelard-Barberine mit den Zentralen 1 und 2 gebildet, die zweite Stufe durch das Kraftwerk Vernayaz.
In der Zentrale Châtelard-Barberine I sind drei horizontale Maschinensätze untergebracht, die aus einer eindüsigen Peltonturbine und einem Synchrongenerator bestehen. Die Leistung jedes Maschinensatzes beträgt  11,5 MW. Ein vierter Maschinensatz gleicher Grösse ist nicht mehr in Betrieb. Die Turbinen arbeiten mit einer Fallhöhe von 804 m.
In der Zentrale Châtelard-Barberine II stehen zwei vertikale Maschinensätze mit zweidüsigen Peltonturbinen. Jeder Maschinensatz kann im Turbinenbetrieb bei einer Fallhöhe von 811 m eine Leistung von 40 MW abgeben. Ein Maschinensatz ist als Pumpturbine mit einer Leistungsaufnahme von 30 MW im Pumpbetrieb ausgeführt. Bei Volllast laufen im Turbinenbetrieb 12 m³/s, im Pumpbetrieb 4 m³/s Wasser durch die Zentrale.
Das turbinierte Wasser wird in ein 200 000 m³ grosses Ausgleichsbecken abgegeben. Von dort kann das Wasser mittels zwei Speisepumpen der Pumpturbine von Châtelard-Barberine II oder dem Kraftwerks Vernayaz zugeführt werden. Jede Pumpe erhält ihre Energie aus dem 16,7 Hz-Netz und hat eine Leistung von 1,1 MW. Diese Lösung musste gewählt werden, weil beim Kraftwerk kein genügend leistungsfähiges 50 Hz-Netz für den Anschluss der Pumpen zur Verfügung stand. Es werden zweckentfremdete Re 4/4 II-Fahrmotoren verwendet, die über ein Getriebe die Pumpe antreiben.